# 盤谷日本人商工会議所
盤谷日本人商工会議所（ばんこくにほんじんしょうこうかいぎしょ、タイ語：หอการค้าญี่ปุ่น กรุงเทพฯ、英語:Japanese Chamber of Commerce,Bangkok略称：JCC）は、日本国・タイ王国両国間の商工業・経済の発展と交流を目的とした組織として1954年にバンコクにおいて創立。タイ王国に進出している日本企業が会員として参加しており、日本の在外商工会議所のなかでは最大規模の会員を有している。バンコク日本人商工会議所の名称が用いられることもある。

## 概要
盤谷日本人商工会議所は、日本・タイ両国間の商工業および経済全般の発展、商工会議所会員相互の交流、親睦の促進、会員の商工業活動発展のための相談、援助および便宜を供与することを目的に1954年9月27日、30社の会員で設立された組織である。設置はタイ王国国内法「仏歴2509年商工会議所法」に基づいている。1985年プラザ合意後の日本企業の急速なタイ進出に伴い、会員を伸ばし、2009年時点において、会員数は1,300社を越え、世界最大の日本在外商工会議所となっている。タイにおいて政策提言、タイ進出相談、各種調査、出版事業、日タイ交流活動、企業間交流など広範な事業を行っている。タイ政府機関とも良好な関係を保ち、政策協調、調整を行っている。

## 組織
三役会を中心に、下部機構として業種別15 部会と機能別 18委員会で構成されている。また理事会を中心に関係官庁、経済諸団体と緊密な連携をつくっている。

### 三役会
- 会頭
- 副会頭
- 会計理事
- 総務委員長

### 理事会
- 理事
- 推薦理事
- 特別理事
- 幹事

### 部会
会議所には15部会があり、会員は業務により複数の部会に所属することができる。
1. 金属部会
2. 機械部会
3. 繊維部会
4. 農水産食品部会
5. 金融保険部会
6. 運輸部会
7. 生活産業部会
8. 自動車部会-分科会（四輪、二輪、技術・生産、部品、人材育成事業「AHRDP」）
9. 観光広報産業部会
10. 建設部会
11. 化学品部会
12. 電気部会
13. 通信部会
14. 流通小売部会
15. 商社部会

### 委員会
会議所には、18の委員会・調査会があり、会員企業の協力により運営されている。処々の問題が発生した際には、問題群に応じて委員会を再編、対応が行われる。
1. 渉外広報委員会   
  1. 出版担当
  2. 広報担当
  3. 日本・諸外国ミッション担当
  4. 学校担当
  5. 広報文化連絡協議会担当
2. 社会貢献委員会
  1. 教育担当
  2. 社会貢献担当
3. 日本語補習授業校委員会
4. 泰日工業大学委員会
5. 総務委員会
6. 労務委員会
7. 編集委員会
8. 環境委員会
9. 人材開発委員会
10. 投資基盤整備委員会   
  1. 総括兼タイ国投資委員会（BOI）担当
  2. 外国企業投資関連担当
  3. 工業団地連絡協議会担当
  4. ビザ・ワークパーミット担当
  5. 中小企業担当
  6. 関税担当
  7. 地域統括オフィス立地環境整備(ROH)担当
  8. 新規進出企業支援担当
11. 税制委員会
12. 法制委員会
13. メコン河流域圏（GMS）委員会
14. 電気・電子関連産業開発部会（EDC）委員会-タイ工業連盟（FTI）との意見交換
15. 食品加工開発部会（FDC）委員会-タイ工業連盟との意見交換
16. 組織強化委員会
17. 安全対策委員会[1]
18. 経済調査会

### 会員企業社数の推移
| 1999年 | 1162 |  |
| 2000年 | 1165 |  |
| 2001年 | 1164 |  |
| 2002年 | 1156 |  |
| 2003年 | 1170 |  |
| 2004年 | 1207 |  |
| 2005年 | 1234 |  |
| 2006年 | 1252 |  |
| 2007年 | 1278 |  |
| 2008年 | 1292 |  |
| 2009年 | 1303 |  |
| 2010年 | 1317 |  |
| 2011年 | 1327 |  |
| 2012年 | 1371 |  |
| 2013年 | 1458 |  |

会員業種構成（1999-2009、2001-2012）(2003-2013)より作成。
(グラフでは、1000社で刈り込み、1000社以上を1ピクセル1社として示した。)

## 出版
会員及び日タイビジネスに関心のある読者一般に向けて、さまざまな出版物を発行している。会員割引価格もある。
主なものは以下の通り。
- 『会員名簿』  - 会員企業の基本情報、政府関係機関情報、報道関係機関情報を掲載。
- 『所報』 - 月刊誌。
- 『タイ国経済概況』 - 隔年発行。タイの概況、国内の出来事、社会動向、経済指標を掲載。

その他、タイの法律、動向、タイ進出の手引きなどを発行している。

## 社会貢献
2000年にタイ地方大学・大学院の学生への奨学金支給と地方の小学校への養鶏施設の寄付などを行う「JCC21世紀教育基金」を立ち上げ、その後2007年、教育分野以外の社会貢献活動に対して支援を行う「社会貢献基金」を設置した。さらに2010年、「２１世紀教育基金委員会」と「社会貢献基金委員会」を統合し、新たに「社会貢献委員会」を立ち上げた。2014年、60周年記念事業実行委員会が立ち上げられ、「タイ社会へのさらなる貢献」をテーマにしてJCC設立60周年を記念した社会貢献事業の検討が進められている。